# Louis Bode (Fabrikant)
Louis Bode (geboren 31. August 1839 in Hannover; gestorben 19. April 1900 ebenda) war ein deutscher Ingenieur und Fabrikant.

## Leben

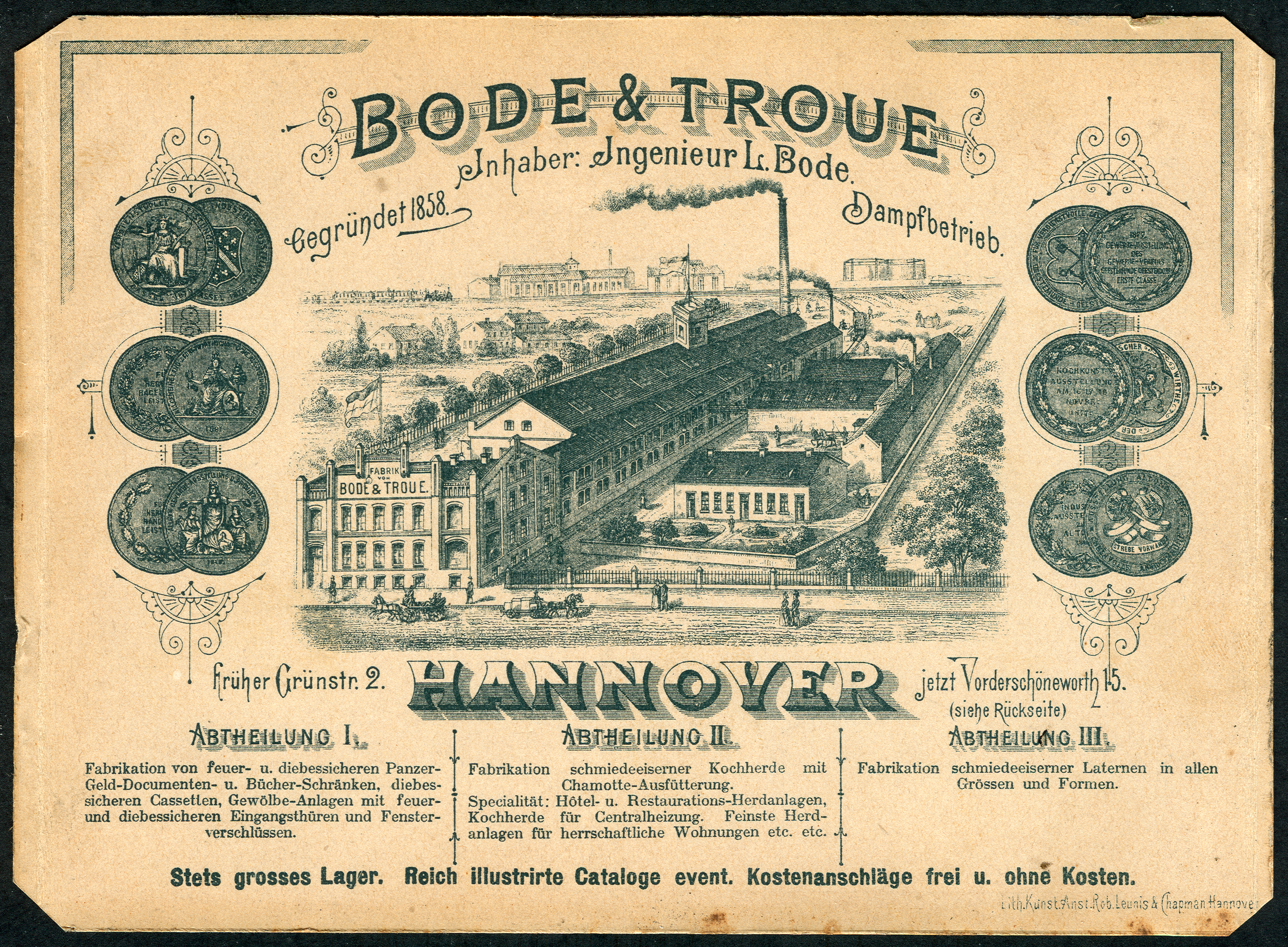
„Bode & Troue / Inhaber: Ingenieur L. Bode“; Vogelschau über die Fabrik am Engelbosteler Damm Ecke Vordere Schöneworth;
Lithographische Kunstanstalt von Rob. Leunis & Chapman; um 1900

Louis Bode studierte Maschinenbau in Berlin und an der Polytechnischen Schule zu Hannover und übte als Ingenieur dann mehrere Jahre praktische Tätigkeiten aus. Verschiedene Studienreisen in das Ausland nutzte er, um sich in der Herstellung von Geldschränken weiterzubilden.
Kurz nach der Annexion des Königreichs Hannover gründete Louis Bode mit dem Schlosser Heinrich Troue im Jahr 1868 die Firma Bode & Troue, die erste deutsche Spezialfabrik zur Herstellung von Panzerkassen, feuer- und einbruchsicheren Stahlkammern und dergleichen mehr.
Nach gut drei Jahrzehnten konnte Bodes Unternehmen 1899 den 25.000. Panzerschrank ausliefern. Unter ihm wurde das Betriebsgelände am Engelbosteler Damm mehrfach erweitert.
Am 12. Oktober 1876 wurde Bodes Sohn Hermann Bode in Hannover geboren, der das Unternehmen als Aktiengesellschaft unter der Firmierung Bode-Panzer, Geldschrankfabriken AG, Hannover - Hamburg - Berlin weiter ausbaute.
Louis Bode war Mitglied des Vereins Deutscher Ingenieure (VDI) und des Hannoverschen Bezirksvereins des VDI.